# Montague Island (Australia)
Montague Island (nome aborigeno Barunguba) è un'isola continentale
al largo della costa meridionale del Nuovo Galles del Sud, all'altezza della cittadina di Narooma, in Australia. È la seconda isola per grandezza lungo la costa del Nuovo Galles del Sud dopo Lord Howe Island. Fa parte dell'area naturale protetta di Barunguba Montague Island Nature Reserve.
Montague Island ha un'area di 8,1 ha. Nel punto più alto dell'isola c'è un faro che risale al 1881.

## Fauna
Centinaia di foche vivono sull'isola: l'otaria orsina del Capo, l'otaria orsina meridionale, l'otaria orsina subantartica e anche il leone marino australiano. Tra settembre e novembre è possibile vedere anche megattere e balene australi che passano vicino all'isola durante la migrazione annuale a sud.
Numerosa la colonia di pinguino minore blu (più di 8 000 individui)
e di berte: berta codacorta, berta del Pacifico, berta grigia, berta di Buller. È presente il beccapesci veloce
(o sterna di Bergius).

## Storia
Il popolo Yuin è stato a lungo connesso con l'isola di Montague; essi raggiungevano l'isola per cerimonie e la utilizzavano anche come luogo di insegnamento per gli uomini.
L'isola fu avvistata per la prima volta dagli europei nel 1770 dal capitano James Cook, che avendola scambiata per un promontorio la nominò Cape Dromedary. Fu nel 1790 che il capitano della Surprise, della Seconda flotta per il trasporto dei forzati, la intitolò in onore di George Montagu-Dunk, II conte di Halifax.